# 波托西 (內華達州)
波托西（英語：Potosi）是位於美國內華達州克拉克縣的鬼鎮。

## 地理
波托西所處的海拔為高於海平面1379米（即5705英呎），而該地所採用的時區為UTC-8，即太平洋时区（PST）。同時該地設有夏令時間，為UTC-8調快一小時，即UTC-7（PDT）。